# Xenofrea dechambrei
Xenofrea dechambrei là một loài bọ cánh cứng trong họ Cerambycidae.